# Myke Towers

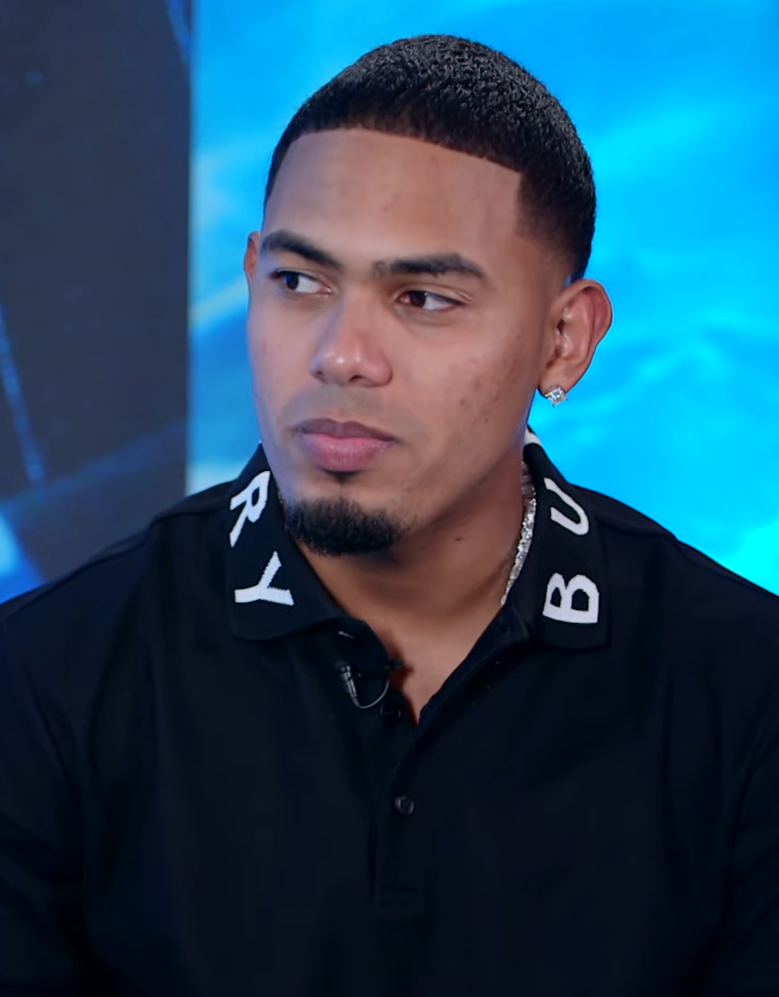
Myke Towers (2021)

Myke Towers (* 15. Januar 1994 in Río Piedras, San Juan; eigentlich Michael Torres Monge) ist ein puerto-ricanischer Rapper. Erste internationale Erfolge hatte er 2019 mit Songs wie Si se da und La playa. Sein Debütalbum Easy Money Baby brachte ihn auf Platz 1 der US-Latin-Charts.

## Biografie
Michael Torres war in seiner Jugend Fan des kanadischen Rappers Drake. Mit 19 Jahren wurde er vom Label Young Kingz unter Vertrag genommen, anfangs noch als Mike, ab 2017 als Myke Towers. Mit ersten Freestyle-Raps bei Soundcloud machte er auf sich aufmerksam. Mit seinem ersten Mixtape El final del principio brachte er es 2016 auf über 10 Millionen Abrufe im Internet.
Dies machte ihn zu einem begehrten Rappartner und er begann, mit zahlreichen bekannten Latin-Musikern zusammenzuarbeiten. Es dauerte aber bis 2019, bis sich die ersten größeren Erfolge einstellten. Anfang des Jahres hatte er mit dem Mexikaner Sammy und dem Song La forma en que me miras seine erste Chartplatzierung in Spanien. Im Februar folgte mit Si se da, sein erster eigener Hit mit Farruko als Gast, die erste Top-10-Platzierung und der Einstieg in die US-Latincharts. Mit der Solosingle La playa kam er auf Platz 3 in Spanien. Beide Songs erreichten im großen spanischsprachigen Markt über 150 Millionen Internetabrufe.
Anfang 2020 brachte Myke Towers sein Debütalbum Easy Money Baby heraus. Es erreichte Platz 1 der US-Latincharts und platzierte sich in den offiziellen Charts der USA und Spaniens. In USA wurde es mit 3-fach-Platin (Latin) ausgezeichnet. Mit Diosa enthielt das Album einen weiteren internationalen Hit. Später im Jahr hatte er mit Bandido seinen ersten eigenen Nummer-eins-Hit in Spanien. An zwei weiteren Chartspitzenreitern, La jeepeta und La nota war er als Gast beteiligt.
Mit seinem zweiten Album Lyke Mike entfernte er sich 2021 von seinen Reggaeton-Wurzeln und entwickelte sich in Richtung Latin-Trap. Es erreichte zwar ebenfalls hohe Chartplatzierungen, war aber weit weniger erfolgreich als sein Debüt. Auch mit seinen eigenen Songs blieb er hinter dem zuvor Erreichten zurück. Dafür war er mit Ella no es tuya von Rocky RD und Pareja del año von Sebastián Yatra erneut an zwei spanischen Nummer-eins-Hits beteiligt.

## Diskografie
Studioalben

| Jahr | Titel Musiklabel                                           | Höchstplatzierung, Gesamtwochen, AuszeichnungChartplatzierungen (Jahr, Titel, Musiklabel, Platzierungen, Wochen, Auszeichnungen, Anmerkungen) | Höchstplatzierung, Gesamtwochen, AuszeichnungChartplatzierungen (Jahr, Titel, Musiklabel, Platzierungen, Wochen, Auszeichnungen, Anmerkungen) | Höchstplatzierung, Gesamtwochen, AuszeichnungChartplatzierungen (Jahr, Titel, Musiklabel, Platzierungen, Wochen, Auszeichnungen, Anmerkungen) | Anmerkungen                             |
| Jahr | Titel Musiklabel                                           | US | Latin | ES | Anmerkungen                             |
| ---- | ---------------------------------------------------------- | --- | --- | --- | --------------------------------------- |
| 2016 | El final del principio G Starr Entertainment               | — | — | — | Erstveröffentlichung: 14. März 2016     |
| 2020 | Easy Money Baby White World Music                          | US55 (7 Wo.)US | Latin1 ×3Dreifachplatin · (159 Wo.)Latin | ES5 Platin · (147 Wo.)ES | Erstveröffentlichung: 24. Januar 2020   |
| 2021 | Lyke Mike One World Music (WMG)                            | US36 (2 Wo.)US | Latin3 Platin · (13 Wo.)Latin | ES4 (23 Wo.)ES | Erstveröffentlichung: 23. April 2021    |
| 2023 | La vida es una One World International (WMG)               | US173 (5 Wo.)US | Latin9 ×3Dreifachplatin · (7 Wo.)Latin | ES4 Gold · (58 Wo.)ES | Erstveröffentlichung: 23. März 2023     |
| 2023 | LVEU: Vive la tuya…no la mia One World International (WMG) | US156 (1 Wo.)US | Latin9 ×3Dreifachplatin · (34 Wo.)Latin | ES3 (28 Wo.)ES | Erstveröffentlichung: 23. November 2023 |
| 2024 | La pantera negra One World International (WMG)             | US82 (1 Wo.)US | Latin7 Gold · (… Wo.)Latin | ES2 Gold · (… Wo.)ES | Erstveröffentlichung: 22. August 2024   |
| 2024 | Lyke Miike One World International (WMG)                   | — | Latin19 (… Wo.)Latin | ES8 (… Wo.)ES | Erstveröffentlichung: 24. Dezember 2024 |